# Verso decassílabo
Chama-se decassílabo o verso com dez sílabas poéticas (sílabas métricas).

## História
Sá de Miranda introduziu na literatura portuguesa o decassílabo heroico, durante o Renascimento. Desde então, verso decassilábico heroico foi o verso mais amplamente utilizado na poesia de língua portuguesa, sendo o verso do soneto, das oitavas,  estâncias, dos tercetos e de tantas outras formas poéticas, fixas ou livres, que necessitam de um verso longo, capaz de conter ideias elevadas.
Foi empregue por Camões para compor Os Lusíadas.
Muitas vezes, o decassílabo heroico aparece nas estrofes em conjunto com o seu verso quebrado, o hexassílabo. Por exemplo:
A testa de ouro e neve, o lindo aspeito,

A boca graciosa, o riso honesto,

O colo de cristal, o branco peito,

De meu não quero mais que meu desejo,

Nem mais de vós, que ver tão lindo gesto.

Ali me manifesto

Por vosso a Deus e ao mundo; ali me inflamo

Nas lágrimas que choro;

E de mi que vos amo,

Em ver que soube amar-vos me namoro;

E fico por mi só perdido de arte,

## Classificação rítmica
O decassílabo é classificado em função das posições das sílabas tônicas que lhe determinam o ritmo:
Heroico
Apresenta sílabas tônicas nas posições 6 e 10, obrigatoriamente, tendo mais uma ou duas sílabas tônicas complementares:
As armas e os barões assinalados
(...)
Em perigos  e guerras esforçados;
É o decassílabo mais comum de todos, o mais utilizado. A acentuação rítmica na sexta sílaba permite realizar uma cesura na declamação do verso, tornando-o mais versátil e melódico. Nos poemas, é possível combinar decassílabos heroicos com sáficos. É o tipo de verso empregue no soneto, na canção em estâncias, na sextina, na ode, no madrigal, na écloga, na epopeia, etc.
Martelo
Variação do verso heroico, apresentando sílabas tônicas nas posições 3, 6 e 10.
Mas Brasil é Brasil, é sempre assim.
Sáfico
Apresenta sílabas tônicas nas posições 4, 8 e 10:
Tenho palavras para ti, amada;
Pentâmetro iâmbico
Apresenta tonicidade em todas as sílabas pares, num misto entre heroico e sáfico:
Sem pai nem mãe, sem pão, sem chão, sem lar;
Gaita galega (ou moinheira)
Apresenta tônicas nas posições 4, 7 e 10:
Deixa a cidade, formosa morena.

## Exemplo
Alguns decassílabos brancos escandidos, com as sílabas acentuadas a negrito:
"Os/sian/ — o /bar/do é/ tris/te/ co/mo a /som/bra
Que/ seus /can/tos/ po/vo/a. O/ La/mar/ti/ne
É/ mo/nó/to/no e/ be/lo/ co/mo a/ noi/te,
Co/mo a/ lu/a/ no/ mar/ e o/ som/ das/ on/das...
Mas/ pran/tei/a u/ma e/ter/na/ mo/no/di/a,
Tem/ na/ li/ra/ do/ gê/nio u/ma/ só/ cor/da,
— Fi/bra/ de a/mor/ e/ Deus/ que um/ so/pro a/gi/ta!
Se/ des/mai/a/ de a/mor.../ a/ Deus/ se/ vol/ta,
Se/ pran/tei/a/ por/ Deus/... de a/mor/ sus/pi/ra."
(Fragmento de "Ideias íntimas", por Álvares de Azevedo, poema agrupado posteriormente e publicado em Lira dos Vinte Anos)